# (6551) 1988 XP
A (6551) 1988 XP a Naprendszer kisbolygóövében található aszteroida. Takuo Kojima fedezte fel 1988. december 5-én.